# Paris-Roubaix de 1909
A 14.ª edição da corrida ciclista Paris-Roubaix teve lugar a 11 de abril de 1909 e foi vencida pelo francês Octave Lapize.

## Classificação final
|    | Ciclista             | Equipa        | Tempos     |
| -- | -------------------- | ------------- | ---------- |
| 1  | Octave Lapize        | Biguet        | 9h 03' 30" |
| 2  | Louis Trousselier    | Alcyon        |            |
| 3  | Jules Masselis       | Alcyon        |            |
| 4  | Cyrille van Hauwaert | Alcyon        |            |
| 5  | Francois Faber       | Alcyon        |            |
| 6  | Marcel Godivier      | Alcyon        |            |
| 7  | Gustave Garrigou     | Alcyon        |            |
| 8  | Henri Hanlet         | Royal Sarolea |            |
| 9  | Édouard Léonard      | -             |            |
| 10 | Paul Duboc           | Alcyon        |            |